# Rad (videojuego)
Rad es un videojuego perteneciente al género de mazmorras, desarrollado por Double Fine y publicado por Bandai Namco Entertainment. Fue lanzado para la Microsoft Windows, Nintendo Switch, PlayStation 4 y Xbox One, cuyo lanzamiento se realizó  el 20 de agosto de 2019.

## Jugabilidad
Rad es un videojuego de mazmorras jugado desde una perspectiva isométrica. En el juego, los jugadores controlan a un adolescente cuyo objetivo es explorar un páramo generado por procedimientos para efigies conocidas como respiradores, elementos que pueden restaurar las civilizaciones humanas después de un apocalipsis devastador. A medida que el personaje explora el páramo, sus genes mutarán, otorgando a los jugadores poderes y ventajas adicionales. Para cada personaje, los jugadores pueden tener bonos pasivos ilimitados y como máximo tres mutaciones activas. Si las matrices de personaje del jugador son excedidas, será reemplazado por un nuevo personaje.

## Desarrollo
Lee Petty, el director de Headlander, fue el director del videojuego. El juego se inspiró en su adolescencia y su amor por la estética de los años ochenta. En cada carrera, las habilidades se obtienen al azar. Según Petty, esto crea diferentes combinaciones, lo que permite a los jugadores explorar mejor las fortalezas y debilidades de cada mutación.
El videojuego fue anunciado oficialmente en marzo del año 2019 por Bandai Namco Entertainment. El videojuego fue lanzado para Microsoft Windows, PlayStation 4, Nintendo Switch y Xbox One el 20 de agosto de 2019.

## Recepción
Rad recibió críticas generalmente positivas en el momento del lanzamiento según la página de revisión de Metacritic.